# Sbor dobrovolných hasičů Holešov
Jednotka sboru dobrovolných hasičů města Holešova je to organizační složka, jejímž zřizovatelem je město Holešov.
Vedena je pod kategorií požární ochrany JPOII/1. Ročně zasahuje asi u 40 událostí.[zdroj⁠?!] Jednotka má 15 členů ve věku od 18 do 50 let.[zdroj?]

## Technika
Na všechny typy událostí vyjíždí jednotka vozidlem CAS 20/3500/300-M2Z: Man. Na technické pomoci, a spolupráci s IZS v těžce přístupném terénu je určen VEA-L2:JEEP Jeep Cherokee 4.0 l, pro technické pomoci ve výškách a hašení ve výškách je zde automobilová plošina AP20-M1R:Š706 na podvozku Škoda 706. Pro odvoz materiálu apod. je zde nákladní Avie NA-L1. Jednotka vlastní pojízdnou elektrocentrálu 60 kW a osvětlovací přívěs BLA-4.

## Historie
18. dubna 1880 se konala ustavující valná hromada Tělocvično-hasičské jednoty Sokol. Bylo na ni přítomno 18 členů. Starostou (vladykou) byl zvolen JUDr. František Barvič. První veřejné vystoupení sokolské jednoty se uskutečnilo 4. a 5. července 1880. O šest let později, dne 11. července 1886, bylo na valné hromadě odsouhlaseno rozdělení hasičského a tělovýchovného sboru a byl přijat název Dobrovolná jednota hasičská v Holešově a schváleny její stanovy.
V roce 1893, kdy se konala v Holešově Národopisná a průmyslová výstava a současně s ní i hasičský sjezd, byl hasičský sbor se svými 206 členy nejsilnějším spolkem ve městě. Přelom století byl dobou, kdy se rovněž zdokonalovalo technické vybavení hasičské zbrojnice, došlo k montáži telefonického spojení a v roce 1906 byla zakoupena parní stříkačka. Období 1. světové války bylo poznamenáno všeobecnou stagnací v činnosti a nové úkoly nastaly hasičstvu až po vytvoření samostatného Československého státu v roce 1918. Významnou společenskou a kulturní událostí v době první republiky byla oslava 50letého jubilea trvání sboru v roce 1930. V tomto období se holešovští hasiči věnovali i získávání mládeže a její výchově. K povinnostem sboru ve 30. letech přibyly nové úkoly, jako účast na samaritánských kurzech, dále účast v civilní protiletecké obraně a od září 1938, kdy byla vyhlášena všeobecná mobilizace, sboru vyplynula povinnost udržovat stálou pohotovost.
V období 2. světové války byly hasičské sbory pod přísnou kontrolou a musely přesně plnit stanovené úkoly. V těžké době nacistické okupace se kromě své práce také účastnily národního odboje. Dva z holešovských hasičů obětovali své životy. Byl to plukovník František Horák a Emil Polák. V době okupace přestala dobrovolnost, která byla po celé období řídící myšlenkou hasičstva, a místo toho nastal nařizovací a přidělovací systém. Hasiči v té době byli v pohotovosti při vyhlašování leteckých poplachů a zasahovali při požárech, například ve firmě Iris a Buchinger a v roce 1941 při vypálení židovské synagogy. Při osvobozování města byli hasiči nasazováni jako samaritáni.
Po osvobození Československa se hasiči ihned zapojili do budovatelských úkolů osvobozené republiky, zúčastňovali se celé řady cvičení jak v místě, tak i v některých okolních městech a obcích. Činnost hasičského sboru také poznamenaly události spojené s únorem 1948 a komunistickým pučem. V roce 1953 došlo ke změně názvu, Sbory dobrovolných hasičů se přejmenovávaly na požární sbory, jejich členové se již neoznačovali jako hasiči, ale požárníci. Nastala celostátní centralizace požárních sborů a z Československého svazu požární ochrany (ČSPO) se stala silná masová organizace, působící v rámci Národní fronty. Pozornost se začala věnovat i výchově a výcviku žákovských a dorosteneckých družstev a pozadu nezůstala ani výchova žen.
Na přelomu 50. a 60. let rovněž došlo k modernizaci a doplňování požární techniky. Jednotka získala k dopravě vůz Praga RN, Tatra 805 skříňový nebo cisternu Praga V3S. V 60. a 70. letech vykonával sbor mimo jiné preventivní prohlídky v obytných domech, veřejných budovách, závodech a školách. Sbor byl ve městě znám dobrou organizací a prováděním sběru železného šrotu, účastí při demolicích starých budov, které uvolňovaly místo pro novou zástavbu. Nebyla rovněž opomíjena ani kulturní a společenská činnost sboru, kterou představovala především organizace tradičních plesů a pořádání zájezdů. V roce 1971 organizoval sbor na doporučení Okresního výboru SPO družební setkání na Slovensku, v obci Topoľčianky, které vyvrcholilo 9. července uzavřením družební smlouvy s tamním sborem. V roce 1973 začala Okresní inspekce požární ochrany (OIPO) v Kroměříži zřizovat detašovaná pracoviště požárníků z povolání, s cílem zlepšení represivní činnosti na úseku požární ochrany. Díky aktivitě některých členů sboru a funkcionářů města byla 26. října 1973 organizována oslava sboru vrcholící poklepem základního kamene nového Domu požární ochrany, do jehož výstavby se aktivně zapojovali členové sboru brigádnickou činností. Objekt byl slavnostně otevřen v květnu 1975 u příležitosti 30. výročí osvobození. Oslavy vrcholily v červenci 1975, u příležitosti 95 let založení holešovského hasičského sboru.
V červnu 1980 proběhly oslavy 100 let založení sboru. U příležitosti oslav byl vydán almanach, který shrnoval důležité etapy života sboru. V 80. letech sbor pokračoval ve své činnosti v rámci tehdejších poměrů a politické situace. Aktivně působili i Mladí požárníci pod vedením manželů Adámkových. Družstvo mužů bylo zapojeno do zásahové jednotky a účastnilo se soutěží v požárním sportu.
Události po listopadu 1989 znamenaly ukončení totalitního systému a konec vlády jedné strany. Až do roku 1994 vykazoval sbor malou aktivitu a jeho činnost stagnovala. Sbor byl kritizován ze strany HZS Kroměříž za nedostatečné zajištění zásahové jednotky. Až na výroční valné hromadě v roce 1994 došlo ke znovuoživení činnosti sboru, kdy byli tajným hlasováním zvoleni noví členové výboru. O rok později bylo přijato 10 nových členů sboru. Noví členové navrhli zajištění nového svolávacího zařízení zásahových jednotek, což se pro nedostatek finančních prostředků uskutečnilo jen díky sponzorským příspěvkům místních podnikatelů.
V roce 2000 sbor oslavil 120. výročí založení. K tomuto jubileu byl vydán reprezentativní almanach, byly vydány nové archiválie, které byly uloženy do schránky v budově DPO. V Parku přátelství na Bořenovské ulici byl odhalen původní barokní kamenný podstavec z kašny z holešovského náměstí. U příležitosti těchto oslav byla rovněž uzavřena Smlouva druhé generace mezi holešovským sborem a DHZ v Topoľčiankách. V témže roce bylo vytvořeno cvičící družstvo žen a kolektiv Mladých hasičů.
V květnu 2005 oslavil sbor 125. výročí od založení Tělocvično – hasičské jednoty Sokol, 60 let od osvobození města a ukončení 2. světové války a tři desetiletí od doby, kdy byl otevřen a dán do provozu Dům požární ochrany na Bořenovské ulici. U příležitosti těchto jubileí bylo v Parku přátelství odhalena a vysvěcena socha sv. Floriána, patrona hasičů. Po 5 letech se tak prostřednictvím firmy Kamenictví pana Pecháčka, za pomoci Městského úřadu, odboru kultury a Rady města, která uvolnila finanční prostředky podařilo realizovat myšlenku, aby na tomto podstavci opět po letech stála socha sv. Floriána.
V roce 2006 si sbor při návštěvě družebního hasičského sboru v Topoľčiankách připomněl již 35 let od podepsání družební smlouvy.
K 1. lednu 2007 měl sbor celkem 96 členů. Z tohoto počtu bylo 45 mužů, 25 žen a 26 mladých hasičů do 18 let.